# Phoebe Bridgers
Phoebe Lucille Bridgers (født 17. august 1994) er en amerikansk singer-songwriter. Hun udgav sit første soloalbum Stranger in the Alps i 2017, og hun udgav sit andet album Punisher i 2020.
Hun er også medlem af supergruppen boygenius sammen med Julien Baker og Lucy Dacus. Og hun dannede Better Oblivion Community Center sammen med Conor Oberst. Phoebe Bridgers fik fire nomineringer ved den 63. årlige Grammy Award.

## Diskografi

### Studiealbums
- Stranger in the Alps (2017)
- Punisher (2020)

### EP'er
- Killer (2014)
- If We Make It Through December (2020)
- Copycat Killer (2020)
- So Much Wine (2022)